# Xavier Bichat

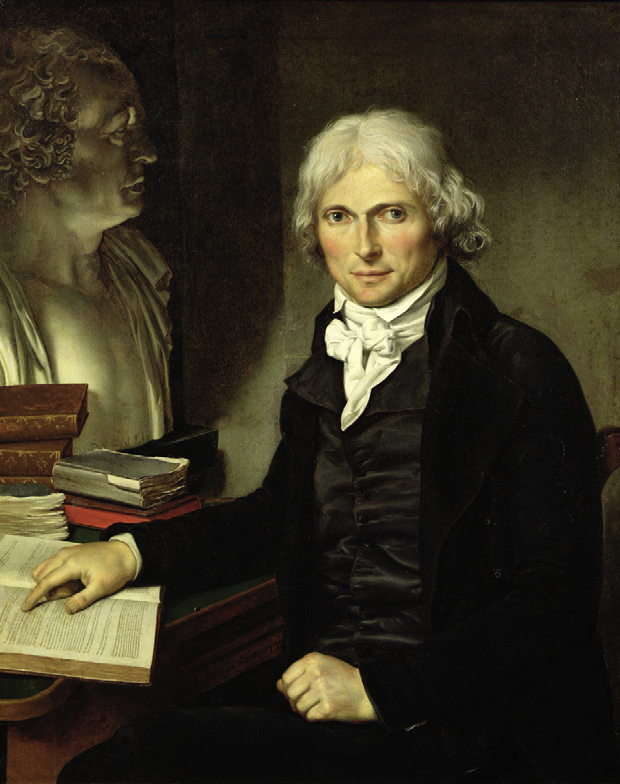
Porträtt av Xavier Bichat.

Marie François Xavier Bichat, född 14 november 1771 i Thoirette, död 22 juli 1802 i Paris, var en fransk anatom.
Bichat blev efter avslutade studier i Montpellier läkare vid Hôtel-Dieu i Lyon och lärare i anatomi och patologi där. Trots sin död redan vid 31 års ålder hann Bichat göra sig känd som en framstående forskare. Hans namn tillhör de 72 som är ingraverade på Eiffeltornet.
Bichats studier av livsprocesserna i belysning av vävnadernas och organens byggnad, vilka han utförde med den tidens ofullständiga metoder och som han sammanfattat i Anatomie générale (1801) hör till de främsta under början av 1800-talet. Även hans arbete Recherches physiologiques sur la vie et la mort (1800, svensk översättning 1805) utövade stort inflytande på dåtida uppfattning.